# Наследство (фильм, 2006)
«Наследство» (фр. L'Héritage) — франко-грузинский фильм 2006 года, снятый дуэтом режиссёров Гелой и Темуром Баблуани.

## Сюжет
Трое молодых французов (две женщины и мужчина) прибывают в Тбилиси для получения наследства одной из девушек, Патрисии, — полуразрушенный феодальный замок, доставшийся девушке от прабабки. Жана, Селин и Патрисию сопровождает переводчик Николай, имеющий проблемы с криминальным миром.
Все вместе они встречают в автобусе, который везёт их в горную местность, старика и его внука. Они несут пустой гроб. На самом деле, те отправляются во вражеский клан, где дедушка должен быть казнён, дабы прекратилось многолетнее соперничество между их семьями.

## В ролях
- Сильви Тестю — Патрисия
- Станислас Мерар — Жан
- Ольга Легран — Селин
- Паскаль Бонгар — Николай
- Георгий Баблуани — внук
- Лев Гапаридзе — дед
- Огюстен Легран — немой
- Леван Учанейшвили — юрист

## Критика
Обозреватель Film.ru Ксения Рождественская оценила фильм в 7 баллов из 10.
Питер Брэдшоу назвал «Наследство» разочаровывающим и поставил ему 2 из 5.